# Multikomutacyjna analiza przepływowa
Multikomutacyjna analiza przepływowa (MCFA, z ang. multicommutated flow analysis) – technika analizy przepływowej, opracowana w 1994 r. przez grupę prof. Eliasa Zagatto. Opiera się na tworzeniu układów/modułów analitycznych za pomocą łączenia ze sobą elektrycznie sterowanych zaworów mikrosolenoidowych. Dodatkowymi elementem takich systemów przepływowych mogą być pompy mikrosolenoidowe. Zawarte w nazwie określenie „multikomutacyjna” jest związane z automatycznym przełączaniem obwodów elektrycznych za pomocą komutatora. Multikomutacyjna analiza przepływowa znalazła zastosowanie w analizie próbek klinicznych, farmaceutycznych, czy środowiskowych.

## Budowa i funkcji urządzeń mikrosolenoidowych
Głównymi elementami konstrukcji układów przepływowych MCFA są trójdrożne zawory mikrosolenoidowe, które umożliwiają przepływ cieczy w dwóch różnych kierunkach. Takie zawory są wyposażone w rdzeń ferromagnetyczny (zlokalizowany wewnątrz solenoidu), dwie membrany oraz trzy porty (wejścia/wyjścia dla roztworów): COMM (ang. common), NO (ang. normally open) oraz NC (ang. normally closed). Roztwór zawsze przepływa przez wejście COMM. W momencie przepływu prądu przez solenoid indukuje się pole magnetyczne, które przyczynia się do podniesienia rdzenia wraz z odkształceniem jednej z membran. Wtedy przepływ cieczy odbywa się między kanałami COMM a NC (stan pobudzenia zaworu). W chwili wyłączenia prądu rdzeń ferromagnetyczny wraz z membraną powraca do pierwotnego położenia z jednoczesnym odkształceniem drugiej membrany. W tym przypadku przepływ roztworu ma miejsce między portem COMM a NO (stan relaksacji zaworu). Występowanie różnic w budowie obu urządzeń mikrosolenoidowych jest związane z pełnieniem przez nie odmiennych funkcji. Pompy służą do pobierania odczynników, ich transportu, a czasem mieszania. W przeciwieństwie do zaworów pompy na swoich obu końcach posiadają zawór jednodrożny, który umożliwia transport cieczy wyłącznie w jednym kierunku (bez możliwości cofnięcia).

## Zasada działania systemów przepływowych MCFA
Najprostszy multikomutacyjny układ przepływowy składa się z urządzeń mikrosolenoidowych: zaworu oraz pompy, przewodów transportujących, detektora oraz urządzenia umożliwiającego rejestrację sygnału analitycznego. W momencie gdy zawór znajduje się w stanie relaksacji, do układu wstrzykiwany jest strumień reagentów (bez obecności próbki). Pobudzenie zaworu za pomocą zaprogramowanego impulsu elektrycznego powoduje dostarczenie do układu określonej objętości próbki. Strefa próbki miesza się z odczynnikami wewnątrz układu, a następnie całość transportowana jest do detektora (gdzie rejestrowany jest sygnał analityczny). Należy zaznaczyć, że objętość wstrzykiwanych do układu odczynników zależy przede wszystkim od czasu trwania impulsu przełączającego zawór, długości przewodów lub szybkości przepływu reagentów. Dlatego też, w odróżnieniu od metody FIA (wstrzykowana analiza przepływowa) wprowadzanie próbki lub odczynników do układu odbywa się na zasadzie kontroli czasu, a nie na zasadzie kontroli objętości.

## Zalety multikomutacyjnej analizy przepływowej
Zaletami multikomutacyjnej analizy przepływowej są:
- większa powtarzalność analiz
- możliwość prowadzenia pomiarów kinetycznych
- prostota i niewielki koszt aparatury
- możliwość miniaturyzacji
- łatwość skonstruowania coraz bardziej złożonych systemów analitycznych
- redukcja zużycia odczynników
- skrócenie czasu analizy
- przetwarzanie próbki w układzie.